# خالد الزايد
 خالد غانم سعيد الزايد (1943- 30 نوفمبر 2008) ملحن كويتي، وهو أحد الملحنين الأوائل من فنانين الكويت البارزين الذين قدموا أعمالا غنائية خالدة، لا تزال تعيش بيننا، تلك الالحان التي اثرت الساحة، ورسخت في الأذهان لعذوبتها ولتميزها. وراء هذه الالحان أسماء بارزة من الفنانين الأوائل الذين كان لهم سبق البدايات والتميز، وكان لهم أيضا دورهم في وضع بصمة مهمة للاغنية الكويتية على المستوى الخليجي والعربي.

## حيـــاته
- خالد الزايد من مواليد المرقاب عام 1943، كان في بداية حياته يستمع ويتابع الحفلات الشعبية التي يجد فيها متنفسا للتسلية، وبعد أن أنهى المراحل الدراسية الأولى في الكويت، واصل دراسته عام 1962 في الإسكندرية، *وهناك انتقل إلى جو جديد، واستفاد من وجوده هناك، وعندما عاد إلى الكويت انضم إلى المجموعة التي تعملت الموسيقى على يد احمد علي.
- كان مدرسا لمادة الاجتماعيات بالمرحلة الابتدائية سنة 68 في مدرسة قتيبة الابتدائية بمنطقة الدسمة وكنت اقوم بالتدريس أثناء التدريب على التربية العملية بالمدرسة مع مدرس الموسيقى وليد احمد التتان وقد شدني اليه اخلاقه العالية وثقافته الموسيقية وبقينا اصدقاء وقتا طويلا وكان قمة في التواضع وحسن الخلق وكان لي ان دونت له لحن أغنية يا غناتي سنة 1970 وكانت أول تجربة لي في التدوين الموسيقي (بدر المطوع)
- وفي عام 1967 قدم نفسه ملحنا في قسم الموسيقى في إذاعة الكويت ليبدأ بعد ذلك مشوار التلحين، ثم انضم إلى جمعية الفنانين الكويتيين.
- درس الفنان خالد الزايد العلوم الاجتماعية في جامعة الإسكندرية في عام 1965، لكن موهبته في التلحين غلبت ما درسه، لذا انضم إلى مجموعة من العناصرالشابة آنذاك ليتعلم من خبير الفنون والموسيقى الراحل احمد علي، وتتلمذ على يديه، كما هي حال العديد من العناصر التي احتضنها الراحل احمد علي، وقدمها للساحة الفنية.
- تنوعت حياة الراحل الفنية والمهنية، حيث دأب على حضور الحفلات الشعبية التي تقام في الكويت منذ نعومة أظفاره، وساهمت هذه المتابعة الحثيثة للحفلات في تكوين شخصيته الفنية، إذ اكتسبت ألحانه بعد ذلك صفة الخصوصية الكويتية والشعبية المقربة من القلوب، ثم انتقل خالد الزايد إلى الإسكندرية لاستكمال دراسته، واكتسب سمات موسيقية أخرى مكتشفاً أنماطاً في العزف والغناء لم يكن يعرفها، ساهمت في تطوير أدواته الموسيقية، محققاً نقلة نوعية في قيمة الجملة اللحنية التي يقدمها.

## الإذاعــة
- في عام 1967 اعتمدت الإذاعة الكويتية الفنان خالد الزايد ملحناً في قسم الموسيقى، حيث قدم ألحاناً متنوعة إلى مطربين وفرق فنية، وتعامل مع فرقة التلفزيون التي قدم معها العديد من الأغاني الجميلة، كما تعاون مع المطربين فيصل عبد الله، حسين جاسم، راشد سلطان وغريد الشاطئ.
- اشتهر بقدرته الفذة على اكتشاف المواهب الفنية في مجال الأغنية، ولعل أهم اكتشافاته الراحلة عائشة المرطة، التي كانت تتخصص في إحياء الأعراس والحفلات الخاصة، وقام الزايد باكتشاف موهبتها وقدمها إلى الجمهور كفنانة أصبحت فيما بعد أحد رموز الأغنية الكويتية، وقدم الزايد للمرطة الكثير من الأغنيات الناجحة التي لا تزال خالدة في ذاكرة الجماهير منها أغنية» منسية«أشهر أغنيات عائشة المرطة على الإطلاق.
- كذلك قدم في مرحلة لاحقة موهبة غنائية كبيرة أخرى التي أثرت الأغنية الخليجية والعربية هي الفنانة الراحلة رباب، التي أطلقها إلى الجمهور في أشهر أغنياتها» إجرح«.
- وتوالت المواهب الغنائية التي قدمها الملحن خالد الزايد خلال مشواره الفني لتشمل إبراهيم القطان ومحمد مبارك وفيصل عبد الله الذي غنى من ألحان الزايد» كلما الهوا حرك علي الباب«.
- خلال مشواره الفني الطويل تعاون الزايد مع الكثير من الكتاب والمطربين لكنه شكل مع رفيق دربه الكاتب الغنائي مبارك الحديبي ثنائياً فنياً قدم لمكتبة الأغنية الكويتية أعمالاً فنية رائعة لاسيما تلك التي قدماها سوياً لفرقة التلفزيون.
- على صعيد النجوم، كان للزايد تواجد مهم في مشوار كبار المطربين المحليين والخليجيين، فقد غنى له قيثاره الشرق طلال مداح وعبد الكريم عبد القادر وعبد الله الرويشد والكثير من المغنيين والمغنيات العرب.

## اكتشافاته الفنية
- بالإضافة إلى تميزه كملحن ومكتشف للمواهب الصوتية الجميلة ودوره البارز في إثراء الحركة الفنية والأغنية الكويتية من خلال خطه الفني المميز والمرتكز على الأغنيات والألحان والألوان الفنية التراثية، عرف عن الراحل دماثة خلقه وشخصيته المرحة الجاذبة وإسهاماته في توجيه الكثير من الباحثين والدارسين الكويتيين نحو منابع الأغنية الكويتية وألوانها التراثية.
- كما اشتهر بعلاقاته الإنسانية المتميزة وصداقاته المتعددة داخل وخارج الوسط الفني الكويتي والخليجي.

### المرحلة الثانية
- تعد المرحلة الثانية التي بدأت مع سفره إلى القاهرة عام 1972 مرحلة مهمة في حياته الفنية، إذ استفاد الملحن خالد الزايد من ذلك وتعلم الكثير، وبدأ تطوير أدواته الفنية، ومن ثم تحديد الاتجاه الفني له، وهي المرحلة التي شهدت نضوجا فنيا لديه، وحققت له نقلة مهمة على صعيد الالحان.
- تعاون الفنان خالد الزايد مع المطرب فيصل عبد الله في أغنية نالت شهرة واسعة، هي أغنية «غالي» التي كتب كلماتها الشاعر الغنائي فايق عبد الجليل، وما زالت من أهم الأعمال التي قدمها المطرب فيصل عبد الله:

غالي حبيبي كان 
وقليبي مختاره 
سافر وهو زعلان 
وانقطعت أخباره 
ادري أهو مشتاق 
ومطول الغيبة 
يصعب عليه الفراق 
ومعاند قليبه 
لو أدري بيسافر 
كان اوقف اترجاه 
وان ما قبل عذري 
اروح انا وياه
وللملحن خالد الزايد العديد من الالحان الجميلة التي قدمها لكبار المطربين في الكويت، حيث تعاون مع أسماء بارزة، وقدم الحانا ما زالت تتردد على الشفاه، ومن ذلك تعاونه مع المطرب الراحل غريد الشاطئ الذي لحن له أغنية«قلبي ارتجف» للشاعر مبارك الحديبي.
وتقول كلماتها: 
قلبي ارتجف يوم سمع طرياك من حرتي زادت لواهيبه شيء ارجعني على ذكراك وشيء يتل القلب ويجيبه لوما التردد كان قلبي جساك وكان أوصلك وأنت ما تدري به اخاف يوصل لك ولا يلقاك وفي ردته تكثر تحاسيبه.

## أعمـــاله
- قدّم الملحن الكبير خالد الزايد عشرات الأعمال لكبار المطربين ومنها للفنانة نوال الكويتية في بداياتها.
- ومن أعماله الجميلة أغنية <<سولفي>> و<<حياتي>> للمطرب محمد المسباح- <<يا جريح>> و<<سكن ضامري>> للفنان عبد الله الرويشد و<<الرمش>> نبيل شعيل - <<منسيّة>> وقام بنطوير أغنية <<مباركين عرس الأثنين>> للفنانة عائشة المرطة- <<إجرح>> و<<متعنّين>> لـ رباب، وأيضا أغنية <<هقاوي>> للفنان القدير عبد الكريم عبد القادر - وأغنية <<لا تشره علينا>> - لـ مبارك المعتوق - <<كل ما الهوى>> التي قدمها فيصل عبد الله. من أوائل الأغاني التي لحنها لفيصل عبد الله يا غناتي وادخل فيها الجيتار بالمقدمة ولحن البارحة يا حبيبي ضاق صدري لعائشة المرطة[1]

### اغاني الملحن خالد الزايد
- كلمات أغنية حقك على الرأس والعين رباب العراقية

الشاعر: مبارك الحديبي
الملحن: خالد الزايد
- كلمات أغنية يا دنيا عبد الله الرويشد

الشاعر: مبارك الحديبي
الملحن: خالد الزايد
- كلمات أغنية شفتك مع اللي صار رباب العراقية

الشاعر: عبد الله العليوي
الملحن: خالد الزايد
- كلمات أغنية عزمت احب رباب العراقية

الشاعر: فاخر خاطر
الملحن: خالد الزايد
- كلمات أغنية قلبي عفا رباب العراقية

الشاعر: فاخر خاطر
الملحن: خالد الزايد
- كلمات أغنية لا تستغرب رباب العراقية

الشاعر: مبارك الحديبي
الملحن: خالد الزايد
- كلمات أغنية هذاك أول رباب العراقية

الشاعر: عبد اللطيف البناي
الملحن: خالد الزايد
- كلمات أغنية وين الصبر رباب العراقية

الشاعر: فائق عبد الجليل
الملحن: خالد الزايد
- كلمات أغنية يا حره باقصى فؤادي رباب العراقية

الشاعر: مبارك الحديبي
الملحن: خالد الزايد
- كلمات أغنية الكلمة ميزان رباب العراقية

الشاعر: عبد الأمير عيسى
الملحن: خالد الزايد
- كلمات أغنية الرمش نبيل شعيل

الشاعر: عبد الله العجيل
الملحن: خالد الزايد
- كلمات أغنية منسيه عائشة المرطة

الشاعر: مبارك الحديبي
الملحن: خالد الزايد
- كلمات أغنية يا ليل دانه عائشة المرطة

الشاعر: ماجد سلطان
الملحن: خالد الزايد
- كلمات أغنية سكن ضامري عبد الله الرويشد

الشاعر: عبد الله ضاحي العجيل
الملحن: خالد الزايد
- كلمات أغنية هقاوي عبد الكريم عبد القادر

الشاعر: بدر بورسلي
الملحن: خالد الزايد
- كلمات أغنية خيرت قلبي نوال الكويتية

الشاعر: يوسف ناصر
الملحن: خالد الزايد
ك*لمات أغنية ابنشغل عن حبك رباب العراقية
الشاعر: عبد الأمير عيسى
الملحن: خالد الزايد
- كلمات أغنية اصفق عليك العام رباب العراقية

الشاعر: فيصل بن يزيد
الملحن: خالد الزايد
- كلمات أغنية حسبت انك غريد الشاطئ

الشاعر: مبارك الحديبي
الملحن: خالد الزايد
- كلمات أغنية البارحه في خاطري مريت رباب العراقية

الشاعر: بنت الجزيرة
الملحن: خالد الزايد
- كلمات أغنية انا يانور عيني كم تصبرت رباب العراقية

الشاعر: عبد الأمير عيسى
الملحن: خالد الزايد
- كلمات أغنية ابعد وخلني طلال مداح

الشاعر: مبارك الحديبي
الملحن: خالد الزايد
- كلمات أغنية جبرني الشوق رباب العراقية

الشاعر: خليفة العبد الله الخليفة
الملحن: خالد الزايد
- كلمات أغنية حبايبنا رباب العراقية

الشاعر: عبد الأمير عيسى
الملحن: خالد الزايد
- كما لحن أغنية رياضية بعنوان أهلي والنبي (يا كويتنا) بمشاركة الفنانيين زينب الضاحي محمد لويس وأحمد يحيى خلال مباراة تجريبية للمنتخب الأهلي الكويتي مع البرازيل عام 1977

### آخر ألحانه
آخر الأعمال الغنائية قام بتسجيلها بتكليف من تلفزيون الكويت وهي: 
- ثلاث أغنيات للفنانة الشعبية «رابحة».
- عملان غنائيان للفنان الشاب فواز المرزوق.
- كانت لديه مقطوعة موسيقية بعنوان «عواشة» إحياء لذكرى الفنانة الراحلة عائشة المرطة وهي مقاطع لأبرز أعمالها الغنائية وسترى النور قريبا للمستمعين.
- عمل وطني تم تحضيره لفرقة التلفزيون.
- لديه لحن عاطفي للمطربة الكويتية الشابة «ماجدة».

## وفـاته
في 30 نوفمبر 2008 غيب الموت الملحن خالد الزايد عن عمر يناهز 65 عاما بعد عطاء طويل من الفن 